# Lepisanthes falcata
Lepisanthes falcata är en kinesträdsväxtart. Lepisanthes falcata ingår i släktet Lepisanthes och familjen kinesträdsväxter.

## Underarter
Arten delas in i följande underarter:
- L. f. borneensis
- L. f. celebica
- L. f. falcata